# István Szívós (hijo)
István Szívós  (Budapest, 24 de abril de 1948 - Budapest, 10 de noviembre de 2019) fue un jugador húngaro de waterpolo.

## Biografía
Hijo del también waterpolista húngaro internacional István Szívós.
Como jugador había jugado más de quinientos partidos en la división de honor húngara de waterpolo. Al terminar su carrera de jugador pasó a ser el entrenador del Ferencvaros con el que ganó dos títulos de liga. 
Se graduó en la Universidad Médica de Budapest.

## Títulos
Como jugador de club
- 9 Títulos de la liga nacional húngara
- 5 copas de Hungría
- 2 Copas de Europa

Como jugador de waterpolo de la selección de Hungría
- Bronce en los juegos olímpicos de Moscú 1980
- Plata en los Campeonato Mundial de Waterpolo Masculino de Berlín 1978
- Oro en el campeonato europeo de waterpolo de Jönköping 1977
- Oro en los juegos olímpicos de Montreal 1976
- Plata en los Campeonato Mundial de Waterpolo Masculino de Cali 1975
- Oro en los Campeonato Mundial de Waterpolo Masculino de Belgrado 1973
- Oro en el campeonato europeo de waterpolo de Viena 1974
- Plata en los juegos olímpicos de Múnich 1972
- Plata en el campeonato europeo de waterpolo de Barcelona 1970
- Bronce en los juegos olímpicos de México 1968